# Eduin Quero
Eduin Estiwer Quero Albarracín (San Cristóbal, Venezuela, 22 de abril de 1997) es un futbolista venezolano que juega como defensa en Héroes de Falcón de la Segunda División de Venezuela.

## Trayectoria

### Deportivo Táchira
Se formó en las canteras del equipo aurinegro, de la mano de Daniel Farías debutó el 26 de julio de 2015 en el Adecuación 2015 ante Tucanes de Amazonas. Hoy en día es el titular habitual del equipo amarillo y negro siendo el lateral izquierdo de la escuadra.

### Zulia FC
El 10 de enero de 2018 se dio a conocer que Eduin sería nuevo jugador del Zulia FC, donde llegaría en calidad de préstamo por una temporada.
El día 2 de abril de 2018 y luego de verse involucrado en un escándalo por maltrato animal contra un felino, el mismo fue expulsado de las filas del Zulia FC. 

## Selección nacional

### Selección juvenil
Fue convocado para el Campeonato Sudamericano de Fútbol Sub-20 de 2017, jugando gran parte de los partidos de la Selección.
El mayor logro fue haber formado del plantel Subcampeón de la Copa Mundial de Fútbol Sub-20 de 2017 en Corea del Sur, donde disputó 3 partidos durante todo el certamen. 

### Participaciones internacionales
| Selección | Competición                           | Sede          | Resultado    | Partidos | Goles |
| --------- | ------------------------------------- | ------------- | ------------ | -------- | ----- |
| Sub-20    | Sudamericano Sub-20 de 2017           | Ecuador       | Tercer lugar | 6        | 0     |
| Sub-20    | Copa Mundial de Fútbol Sub-20 de 2017 | Corea del Sur | Subcampeón   | 3        | 0     |
| Total     | Total                                 | Total         | Total        | 9        | 0     |

## Clubes
| Club              | País      | Año         | Juegos | Goles |
| ----------------- | --------- | ----------- | ------ | ----- |
| Deportivo Táchira | Venezuela | 2015 - 2018 | 45     | 0     |
| Zulia FC (cedido) | Venezuela | 2018        | 1      | 0     |

## Vida privada
El 2 de abril de 2018 Quero fue suspendido junto a su compañero David Barreto del Zulia FC por maltrato animal. Aunque el Zulia FC no indicó cual era el nombre de los jugadores sancionados, la Asociación para la Defensa y Protección de los Animales (ASODEPA) señaló a los jugadores como responsables del hecho. La asociación divulgó las imágenes del hecho donde se muestra a Barreto maltratando a un gato que luego arrojó sobre la calzada de un sector. Quero habría grabado el material para luego difundirlo en su propia cuenta de la red social Instagram.
Al día siguiente el jugador ofreció disculpas a los medios. El jugador consideró que su acto fue irresponsable y que no tiene justificación. También se disculpó con el Zulia FC, institución de la que formó parte hasta ese día, con la Sociedad Protectora de Animales y con la sociedad civil, que reprochó su acto en las redes sociales.